# Kursächsische Distanzsäule Annaberg-Buchholz, Wolkensteiner Tor

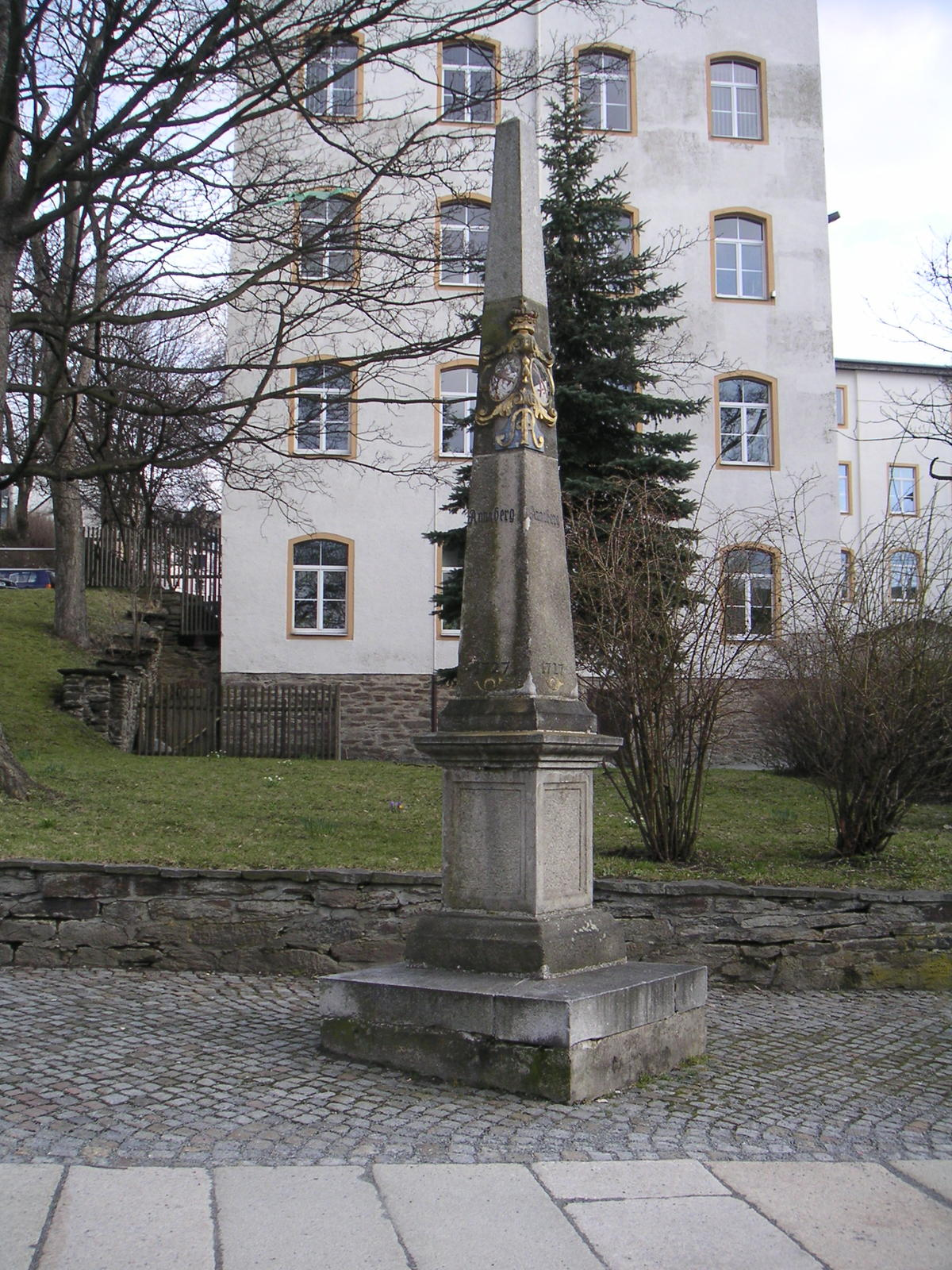
Distanzsäule am Wolkensteiner Tor

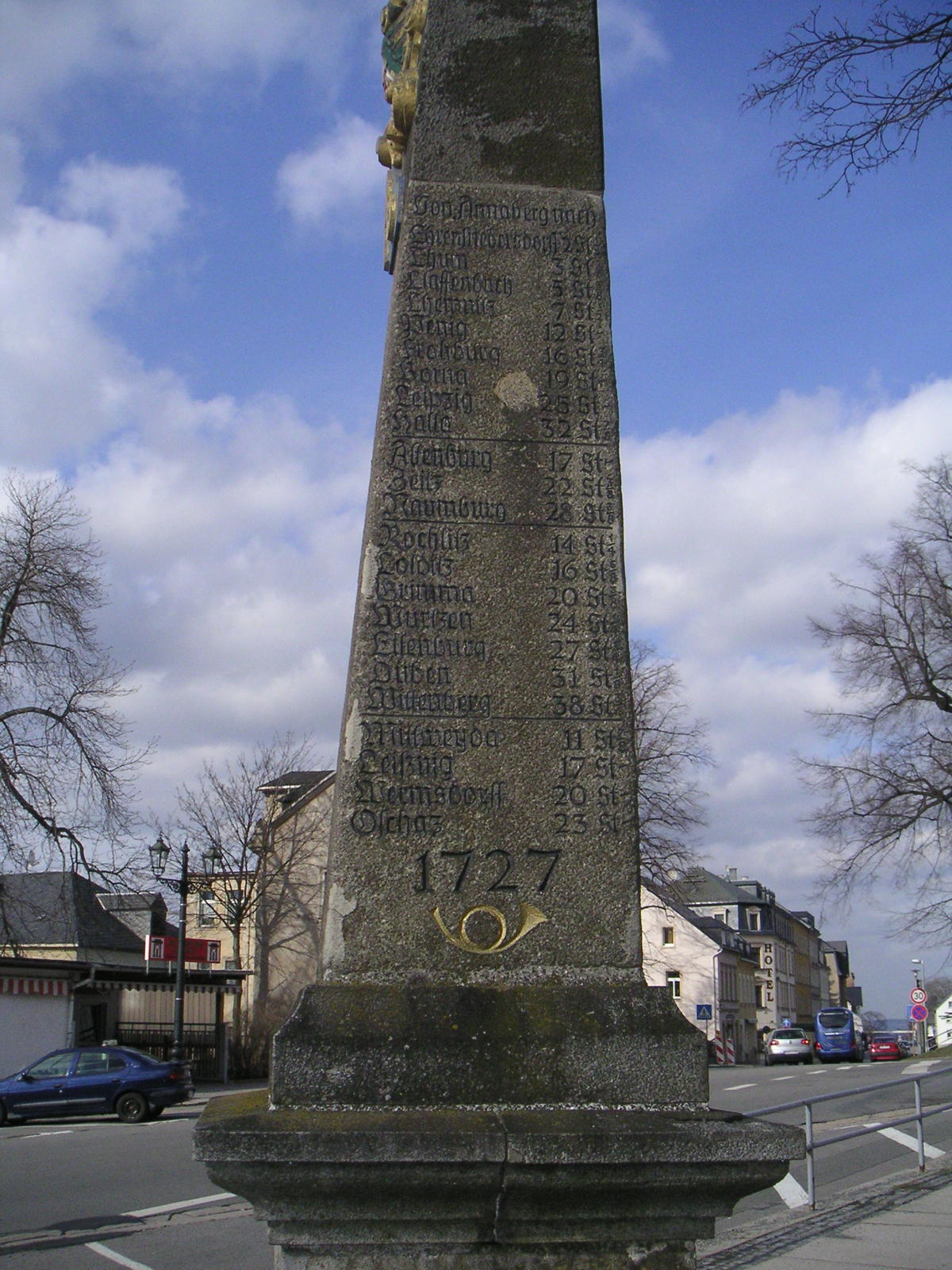
Entfernungsangaben

Die denkmalgeschützte kursächsische Distanzsäule Annaberg gehört zu den Postmeilensäulen, die im Auftrag des Kurfürsten Friedrich August I. von Sachsen durch den Land- und Grenzkommissar Adam Friedrich Zürner in der ersten Hälfte des 18. Jahrhunderts im Kurfürstentum Sachsen errichtet worden sind. Sie befindet sich an ihrem Originalstandort vor dem früheren Wolkensteiner Tor in der erzgebirgischen Kreisstadt Annaberg-Buchholz im Erzgebirgskreis. 

## Geschichte
Die Distanzsäule wurde am 20. Juli 1730 vor dem Wolkensteiner Tor in Annaberg aufgestellt. Durch dieses Tor führte u. a. die Poststraße über Chemnitz nach Halle (Saale). Die Säule trägt die Jahreszahl 1727, weil aus diesem Jahr die Inschriften stammen. Die Anfertigung der Säule erfolgte durch den Steinmetzen Matthias Lambacher aus Johanngeorgenstadt.
Beim Abriss der Annaberger Stadtmauer nach 1838 fiel auch diese Distanzsäule der Spitzhacke zum Opfer. Die Teile wurden als Baumaterial verwendet, kamen aber zu Beginn des 20. Jahrhunderts wieder zum Vorschein. 1938 lagerte der Schriftblock im Hof des Erzgebirgsmuseums. 1968 begannen die Bestrebungen zum Wiederaufbau der Säule. Die Wiederaufstellung erfolgte am 6. Oktober 1979.

## Aufbau
Wie fast alle Distanzsäulen besteht sie aus sieben Teilen. Sockel, Postament und Postamentbekrönung bilden den Unterbau. Der Oberbau besteht aus Zwischenplatte, Schaft, Wappenstück und Aufsatz.